# 桜川ヒロ
桜川 ヒロ（さくらがわ ヒロ、別名義: 秋桜 ヒロロ（あきざくら ヒロロ）、1987年 - ）は、日本の小説家・シナリオライターである。

## 概要
広島県出身。
桜川ヒロは文芸、ライト文芸、キャラ文芸を執筆する際に用いられる名前で、秋桜ヒロロは女性向けライトノベルやTLなどを執筆する際に用いられる名前だとブログでは説明している。
第1回フェアリーキス大賞では秋桜ヒロロ名義で投稿した自身の作品『公爵さまは女がお嫌い!』が銀賞を受賞している。
第5回ネット小説大賞では桜川ヒロ名義で投稿した自身の作品『妻を殺してもバレない確率』がグランプリに輝いている。

## 書籍化作品

### 桜川ヒロ名義
- 『完璧主義男に迫られています』（著: 桜川ヒロ、イラスト: 泡沫、富士見L文庫〈KADOKAWA〉）[8]
- 『主婦やめます! 家事代行チーム松竹梅』（著: 桜川ヒロ、イラスト: みき尾、富士見L文庫〈KADOKAWA〉）[9]
- 『怪異収集録 謎解きはあやかしとともに』（著: 桜川ヒロ、イラスト: アオジマイコ、ポルタ文庫〈新紀元社〉）[10]
- 『花琳仙女伝 引きこもり仙女は、やっぱり後宮から帰りたい』（著: 桜川ヒロ、イラスト: 花邑まい、スカイハイ文庫〈三交社〉）[11]
- 『四月一日さんは代筆屋』（著: 桜川ヒロ、宝島社文庫〈宝島社〉）[12]
- 『妻を殺してもバレない確率』（著: 桜川ヒロ、宝島社文庫〈宝島社〉）[13]

### 秋桜ヒロロ名義
- 『救国の戦乙女は幸せになりたい! ただし、腹黒王子の求婚はお断り!?』（著: 秋桜ヒロロ、イラスト: 縹ヨツバ、角川ビーンズ文庫〈KADOKAWA〉）[14]
- 『悪役令嬢、セシリア・シルビィは死にたくないので男装することにした。』シリーズ（著: 秋桜ヒロロ、イラスト: ダンミル、角川ビーンズ文庫〈KADOKAWA〉）[15]
- 『観察対象の彼はヤンデレホテル王でした。』（著: 秋桜ヒロロ、イラスト: 花綵いおり、エタニティブックス〈アルファポリス〉）[16]
- 『竜騎士殿下の聖女さま』（著: 秋桜ヒロロ、イラスト: カヤマ影人、ノーチェ文庫〈アルファポリス〉）[17]
- 『溺愛外科医ととろける寝室事情』（著: 秋桜ヒロロ、イラスト: 弓槻みあ、エタニティブックス〈アルファポリス〉）[18]
- 『旦那様は心配症』（著: 秋桜ヒロロ、イラスト: 黒田うらら、エタニティブックス〈アルファポリス〉）[19]
- 『華麗なる神宮寺三兄弟の恋愛事情』（著: 秋桜ヒロロ、イラスト: 七里慧、エタニティブックス〈アルファポリス〉）[20]
- 『制服男子、溺愛系』（著: 秋桜ヒロロ、イラスト: 七里慧、エタニティブックス〈アルファポリス〉）[21]
- 『公爵さまは女がお嫌い!』（著: 秋桜ヒロロ、イラスト: 涼河マコト、フェアリーキス〈Jパブリッシング〉）[22]
- 『悪魔侯爵のあぶない執愛 婚約はカラダから!?』（著: 秋桜ヒロロ、イラスト: 笹原亜美、ヴァニラ文庫〈ハーパーコリンズ・ジャパン〉）[23]